# Yankton
Yankton är en stad (city) i Yankton County i delstaten South Dakota i USA. Staden hade 15 411 invånare, på en yta av 22,85 km² (2020). Yankton är administrativ huvudort (county seat) i Yankton County.
Staden ligger vid Missourifloden, på gränsen till Nebraska.